# Гидроцефалия
Гидроцефа́лия (от др.-греч. ὕδωρ «вода» + κεφαλή «голова»), водя́нка головно́го мо́зга — заболевание, характеризующееся избыточным скоплением цереброспинальной жидкости в желудочковой системе головного мозга в результате затруднения её перемещения от места секреции (желудочки головного мозга) к месту абсорбции в кровеносную систему (субарахноидальное пространство) — окклюзио́нная гидроцефа́лия, либо в результате нарушения абсорбции — арезорбти́вная гидроцефа́лия.

## История
В древней медицинской литературе гидроцефалия описывалась редко, хотя её существование и симптоматика были хорошо известны. Отец медицины Гиппократ считается первым врачом, попытавшимся задокументировать лечение гидроцефалии. Он рекомендовал трепанацию для лечения эпилепсии, слепоты и, возможно, гидроцефалии. По сообщениям, греки лечили гидроцефалию, обвивая корой голову пациента и вставляя её в трепанационные отверстия.
Эвакуация поверхностной внутричерепной жидкости у детей с гидроцефалией была впервые подробно описана Ибн Синой. Из-за плохого понимания патофизиологии гидроцефалии первоначальные попытки терапии были спорадическими и обычно приводили к неудаче. Многие практикующие врачи полагались на консервативную терапию. Попытки лечения включали множество лекарств, слабительных, таких как ревень, каломель и масло, а также различных диуретиков, обёртывание головы, кровопускание и трепанацию черепа.

## Причины
Гидроцефалия встречается в любом возрасте, но чаще всего в раннем детском, вследствие различных причин: опухолей, воспаления, черепно-мозговой травмы, врожденных аномалий.
Гидроцефалия у новорожденного может быть обусловлена родовой
черепно-мозговой травмой, перенесёнными матерью во время беременности инфекционными заболеваниями (цитомегаловирусная инфекция), приводящими к нарушению работы желудочковой системы головного мозга плода. Это, в свою очередь, приводит к затруднению циркуляции ликвора и/или его избыточной продукции. Помимо врождённой гидроцефалии, может развиться (чаще всего в первые месяцы жизни новорожденного) и приобретённая гидроцефалия после перенесённых менингитов, менингоэнцефалитов, травм головы, интоксикаций и т. д.
Нарушение циркуляции цереброспинальной жидкости ведёт к повышению внутричерепного давления и так называемому гипертензионно-гидроцефальному синдрому. В результате оказываемого давления на участки мозга начинает снижаться зрение, возникают судороги, сдавливание ствола головного мозга проявляется глазодвигательными расстройствами (косоглазие, парез взора вверх (синдром «заходящего солнца»)), слабость в верхних и нижних конечностях. Это может привести к снижению интеллектуальных способностей, грубым неврологическим расстройствам и смерти.
Классификация
Формы гидроцефалии разделяют на: открытую (сообщающуюся) и закрытую (окклюзионную), наружную и внутреннюю; по течению острую и хроническую, компенсированную и декомпенсированную. Открытая форма характерна расширением всех желудочковых систем мозга и отсутствием препятствия для тока цереброспинальной жидкости во всей ликворной системе. При закрытой форме — нарушение ликворотока внутри желудочковой системы может быть связано с аномалиями её развития, спаечными процессами, новообразованиями. Нарушение коммуникации цереброспинальной жидкости возможно на разных уровнях: уровне отверстия Монро, III желудочка, водопровода мозга, отверстий Лушки и Мажанди, большого затылочного отверстия. При наружной форме жидкость скапливается в субарахноидальном пространстве, при внутренней — в желудочках мозга. Открытая форма гидроцефалии может быть наружной и внутренней, а окклюзионная форма обычно является внутренней. При открытой наружной форме переполняются и расширяются субарахноидные пространства. При открытой внутренней форме резкая дилатация желудочковой системы и истончение вещества мозга.

## Симптомы
Наиболее характерный признак гидроцефалии у новорожденных — опережающий рост окружности головы, приводящий к визуально хорошо определяемой гидроцефальной форме черепа, сильно увеличенного в объёме (один из типов макроцефалии). Признаком гидроцефалии служат выбухающий напряжённый родничок, частое запрокидывание головы, смещение глазных яблок к низу. В местах, где не произошло нормального срастания костей черепа, могут образоваться округлые пульсирующие выпячивания. Нередко возникают косоглазие и нистагм. Отмечается высокая возбудимость из-за головных болей, ребёнок плохо ест, часто плачет, его рвёт, он вялый. Иногда можно заметить снижение зрения и слуха.
Для гидроцефалии в более старшем возрасте характерны головные боли, особенно утром, тошнота и рвота на высоте головной боли, головокружения; размеры головы не увеличены. На рентгенограммах черепа отмечается разрушение турецкого седла, усиление пальцевых вдавлений. Наиболее информативны магнитно-резонансная и компьютерная томография, обнаруживающие резко увеличенные желудочки головного мозга.

## Лечение
Основной метод лечения гидроцефалии — хирургический. Для снижения внутричерепного давления в качестве терапевтической меры назначают диуретики.

### Шунтирование
С 50-х годов XX века стандартным методом лечения любой формы гидроцефалии была шунтирующая операция для восстановления движения ликворной жидкости. После трепанации черепа один конец шунта, заканчивающийся рентгеноконтрастным катетером, проводится в полость расширенного желудочка. Промежуточная, самая длинная часть, изготовленная из силикона, располагается подкожно. Дистальный конец, также имеющий катетер, открывается в брюшной или грудной полости, что обеспечивает дренирование. Шунт снабжен насосом, автоматически регулирующим давление спиномозговой жидкости. Начиная с середины 80-х значительное место в лечении гидроцефалии стали занимать эндоскопические операции.
Лечение окклюзионной гидроцефалии с помощью шунтирования достаточно эффективно, однако, по данным различных источников, осложнения при этой операции составляют 40—60 % случаев. При этом, в зависимости от причины, вызвавшей дисфункцию, весь шунт или его части должны быть заменены. Как показывает опыт, наиболее часто осложнения, требующие ревизии шунта, возникают в период от шести месяцев до одного года после операции. Большинство пациентов, которым проведена шунтирующая операция, вынуждены перенести несколько хирургических вмешательств в течение жизни. В любом случае, как минимум, следует ожидать двух или более ревизий — ведь ребёнок растёт. После шунтирующих операций пациент становится шунтзависимым, то есть вся его дальнейшая жизнь будет зависеть от работы шунта.

#### Осложнения шунтирующих операций
- Окклюзия (закупорка) как в желудочках головного мозга, так и в брюшной полости.
- Инфицирование шунта, желудочков головного мозга, мозговых оболочек.
- Механические повреждения шунта.
- Гипердренирование (быстрый сброс ликвора из желудочков) часто сопровождается обрывом конвекситальных вен и образованием гематом.
- Гиподренирование (медленный отток из желудочков) — операция в таком случае неэффективна.
- Развитие эпилептического синдрома, пролежни органов брюшной полости и др.

### Наружные дренирующие операции
Это метод выведения ликвора из желудочков головного мозга снаружи, применяется как мера отчаяния, сопровождаются наибольшим числом осложнений, особенно повышается риск инфицирования.

### Эндоскопическое лечение гидроцефалии
В настоящее время эндоскопическое лечение гидроцефалии является приоритетным направлением в мировой практике нейрохирургии. Виды оперативных эндоскопических вмешательств при гидроцефалии:
- эндоскопическая вентрикулоцистерностомия дна III желудочка,
- акведуктопластика,
- вентрикулокистоцистерностомия,
- септостомия,
- эндоскопическое удаление внутрижелудочковой опухоли головного мозга,
- эндоскопическая установка шунтирующей системы.

Остальные виды оперативных вмешательств пока не нашли широкого применения в клинической практике.

#### Эндоскопическая вентрикулоцистерностомия дна III желудочка
Эта операция нашла широкое применение и занимает около 80 % нейроэндоскопических операций при гидроцефалии. Целью операции является создание путей оттока жидкости из желудочковой системы головного мозга (III желудочка) в цистерны головного мозга, через пути которых происходит реабсорбция (всасывание) жидкости как у здорового человека.
Показания к операции:
- первичная операция при окклюзионной гидроцефалии с уровнем окклюзии от задних отделов третьего желудочка и дистальнее;
- альтернативная операция при осложнениях шунтирующих операций с удалением ранее установленной шунтирующей системы (вместо операции «ревизии шунтирующей системы»);
- посттравматическая гидроцефалия;
- смешанная гидроцефалия (внутренняя и наружная);
- операция выбора при удалении шунтирующей системы для достижения шунтнезависимости;

Преимущества операции по сравнению с классическими шунтами:
- операция восстанавливает физиологический (как у здорового человека) ликвороток из желудочковой системы мозга в базальные цистерны;
- отсутствует имплантация чужеродного тела (шунтирующей системы) в организм и таким образом исключаются связанные с ним проблемы (инфекция, мальфункция, необходимость ревизий);
- значительно ниже риск гипердренирования и связанных с ним осложнений (субдуральные гематомы, гидромы и т. д.);
- меньшая травматичность операции;
- операция экономически более эффективна для лечебных учреждений;
- улучшение качества жизни.

Оперативное вмешательство — фактически единственный метод борьбы с заболеванием. Медикаментозные методы в большинстве случаев могут лишь замедлить течение болезни, но не устраняют первопричину заболевания. В случае успешной операции вероятно практически полное выздоровление с возвращением к нормальной жизни.

## Прогноз
Прогноз при гидроцефалии зависит от причины и времени установления диагноза и назначения адекватного лечения. Дети, получившие лечение, в состоянии прожить нормальную жизнь с небольшими, если таковые вообще будут проявляться, ограничениями. В некоторых случаях может произойти нарушение речевой функции. Проблемы с инфекцией шунта или сбоем могут потребовать хирургической переустановки шунта.

## Профилактика
Недопущение инфекционных заболеваний матери во время беременности, крайняя осторожность при приёме любых медикаментов во время беременности, и предупреждение нейроинфекций в детском возрасте. Скрининговое УЗИ исследование беременных женщин и новорожденных детей.

## Избыточная диагностика
В настоящее время диагноз «гипертензионно-гидроцефальный синдром» является одним из наиболее распространённых диагнозов, которые ставятся детскими невропатологами. Однако в большинстве случаев имеет место избыточная диагностика, и ребёнку не требуется никакого медикаментозного лечения. При постановке подобного диагноза требуется постоянный контроль за развитием ребёнка: прежде всего необходимо регулярно контролировать как рост окружности головы, так и величину желудочков головного мозга (с помощью нейросонографии). Значительное отклонение показателей измерений должно стать немедленным поводом для детального обследования с помощью МРТ головного мозга. Однако надо иметь в виду, что основополагающим фактором является именно динамика развития, незначительные статичные отклонения от нормы зачастую могут быть обусловлены индивидуальным развитием ребёнка и не должны вызывать панику. Вместе с тем, нормальным для окружности головы новорожденного считается диапазон 33,0-37,5 см. Интенсивнее всего окружность головы увеличивается в первые 3 месяца (около 1,5 см каждый месяц). Далее темпы роста снижаются, и к году окружность в среднем равна 44,9 — 48,9 см).